# Ромханьи, Золтан
Золтан Ромханьи (венг. Romhányi Zoltán; 22 февраля 1954, Будапешт) — венгерский гребец-байдарочник, выступал за сборную Венгрии на всём протяжении 1970-х годов. Участник двух летних Олимпийских игр, серебряный и бронзовый призёр чемпионатов мира, победитель многих регат национального и международного значения.

## Биография
Золтан Ромханьи родился 22 февраля 1954 года в Будапеште. Активно заниматься греблей начал в раннем детстве, проходил подготовку в столичном спортивном клубе «Уйпешти».
Первого серьёзного успеха на взрослом международном уровне добился в 1974 году, когда попал в основной состав венгерской национальной сборной и побывал на чемпионате мира в Мехико, откуда привёз награду серебряного достоинства, выигранную в зачёте четырёхместных байдарок на дистанции 10000 метров. Благодаря череде удачных выступлений удостоился права защищать честь страны на летних Олимпийских играх 1976 года в Монреале — в четвёрках на километровой дистанции сумел дойти до финальной стадии, но в решающем заезде финишировал лишь восьмым.
В 1979 году Ромханьи выступил на мировом первенстве в немецком Дуйсбурге и выиграл бронзовую медаль в программе байдарок-четвёрок на десяти километрах. Будучи одним из лидеров гребной команды Венгрии, благополучно прошёл квалификацию на Олимпийские игры 1980 года в Москве — на сей раз стартовал в двойках вместе с напарником Ласло Сабо на пятистах метрах, однако попасть в число призёров снова не смог — вновь финишировал в финале восьмым. Вскоре по окончании московской Олимпиады принял решение завершить спортивную карьеру, уступив место в сборной молодым венгерским гребцам.